# Hashamar
Hashamar (persiska: هشمر, Ḩashamar) är en ort i Iran.   Den ligger i provinsen Kermanshah, i den västra delen av landet, 500 km väster om huvudstaden Teheran. Hashamar ligger 1 370 meter över havet och antalet invånare är 396.
Terrängen runt Hashamar är kuperad åt sydost, men åt nordväst är den bergig. Runt Hashamar är det ganska tätbefolkat, med 72 invånare per kvadratkilometer. Närmaste större samhälle är Sharak-e Tamarkhān, 9,3 km väster om Hashamar. Omgivningarna runt Hashamar är i huvudsak ett öppet busklandskap.